# SMS V 158
V 158 – niemiecki niszczyciel z okresu I wojny światowej. Dziewiąta jednostka typu V 150. Po wojnie przeklasyfikowana na torpedowiec. W czasie II wojny światowej okręt pomocniczy. W 1945 roku przekazany do ZSRR i tam złomowany.